# Wingerworth
Wingerworth – wieś w Anglii, w hrabstwie Derbyshire, w dystrykcie North East Derbyshire. Leży 32 km na północ od miasta Derby i 209 km na północny zachód od Londynu. Miejscowość liczy 6720 mieszkańców.